# Nils Gustaf Hèro
Nils Gustaf Hèro, född 27 mars 1810 i Falkenberg, död 6 april 1885 i Stockholm, var en svensk veterinär, bruksdisponent och donator.
Nils Gustaf Hèro var son till handlaren Anders Julius Hèro. Han tjänstgjorde under fyra år som apotekselev och antogs 1829 som elev vid Veterinärinrättningen i Stockholm, där han avlade veterinärexamen 1832. 1833 blev han veterinär i Västerbergslagens distrikt med station i Smedjebacken. Hèro blev känd som framstående veterinär långt utanför sitt distrikt. Han tog avsked 1857, sedan han utsetts till disponent för Smedjebackens valsverk. Senare blev han disponent för Morgårdshammars bruk. Från 1875 var han bosatt i Stockholm. Hèro var ledamot av 1853-1865 års kommitté för ordnande av veterinärväsendet och veterinärundervisningen i Sverige. Han testamenterade sin förmögenhet till Svenska veterinärläkarföreningen att förvaltas under namnet Svenska veterinärläkarföreningens enskilda pensionsfond. Då donationen 1924–1925 fick disponeras, uppgick den till över 247.000 kronor.